# Bulbophyllum bakhuizenii
Bulbophyllum  é uma espécie de orquídea (família Orchidaceae) pertencente ao gênero Bulbophyllum. Foi descrita por Cornelis Gijsbert Gerrit Jan van Steenis em 1972.